# Tekenoverzicht
Een tekenoverzicht (of ook tekenschema, tekentabel of tekenverloop) is een eenvoudig diagram dat van een gegeven functie het teken weergeeft. Dit gebeurt langs een getallenlijn. Er is een licht verschil in notatie tussen Nederland en België.
Het tekenoverzicht wordt met name toegepast bij het analyseren van een functie {\displaystyle f} door naar de afgeleide {\displaystyle f'} te kijken. Het teken van {\displaystyle f'} geeft immers aan of {\displaystyle f} stijgend dan wel dalend is, en daaruit kan worden afgeleid waar zich extreme waarden bevinden.
Een tekenoverzicht van de tweede afgeleide {\displaystyle f''} geeft op zijn beurt de aard van de kromming van de functie {\displaystyle f} weer. Waar het teken van de tweede afgeleide positief is, is de functie hol. Waar het teken negatief is, is de functie bol. De nulwaarden van de tweede afgeleide vormen de buigpunten.

## Opstellen
Om een tekenoverzicht op te stellen bekijkt men eerst het domein van de functie. In een tekenschema wordt namelijk vermeld waar de functie niet bestaat. Is dat in een enkele waarde, zoals bij een verticale asymptoot of een perforatie, dan duidt men dit aan met een verticale streep. Bij een interval, gebruikt men vaak drie schuine strepen.
Daarna worden de nulwaarden van de functie bepaald. Deze vormen namelijk de overgang boven en onder x-as en dus het teken van de functiewaarde. De nulwaarden worden in het tekenoverzicht uiteraard met een 0 aangeduid.
Vervolgens stelt men het diagram op. In Nederland worden de x-waarden onderaan genoteerd, in België bovenaan. In dit diagram plaatst men de speciale waarden die men hiervoor bepaald heeft in stijgende volgorde. In veel gevallen schrijft men daarom links {\displaystyle -\infty } en rechts {\displaystyle +\infty } .
Ten slotte moet men nog de tekens tussen deze waarden bepalen. Deze kan men vinden door waarden gelegen tussen de vermelde punten in te vullen in het functievoorschrift en te kijken welk teken de uitgerekende functiewaarde heeft. Bij veelterm- en rationale functies bestaat echter een handig regeltje die rekenwerk kan besparen. Men kan namelijk ook kijken naar het teken van de hoogste graad in {\displaystyle x} in het functievoorschrift. Dit teken neemt men dan over uiterst rechts in het tekenoverzicht. Vervolgens beweegt men naar rechts in het diagram en wisselt men van teken telkens men een (oneven aantal keer voorkomende) nulwaarde passeert. Wanneer een nulwaarde dubbel (of even) voorkomt behoudt men het teken.

## Voorbeeld
We beschouwen de gegeven functie
{\displaystyle f(x)={\frac {(x-7)^{2}}{x-5}}}

Hiervan zullen we een tekenverloop opstellen op de Belgische schrijfwijze.
We zien dat de functie niet bestaat in {\displaystyle x=5}, omdat de noemer dan nul wordt. Daarom noteren we hier een verticale lijn in het tekenschema. Verder hebben we een nulwaarde voor {\displaystyle x=7}. Deze nulwaarde is dubbel aangezien men {\displaystyle (x-7)^{2}} kan schrijven als {\displaystyle (x-7)(x-7)}.
Vervolgens zien we dat het teken van de hoogste graad in {\displaystyle x} hier positief is. Het teken uiterst rechts in het diagram zal dus een plus zijn. Als eerste waarde komen we de 7 tegen. Deze is dubbel, dus we behouden onze plus. Daarna volgt de 5. Deze is enkelvoudig, dus we veranderen het teken naar een min. En zo krijgen we volgend tekenverloop:
```
x      −∞  5     7  +∞
───────────────────────────── 
f(x)    −  |  +  0  +
```

We stellen nu op Nederlandse wijze een tekenoverzicht op voor de eerste afgeleide van de gegeven functie. Deze wordt gegeven door
{\displaystyle f'(x)={\frac {(x-3)(x-7)}{(x-5)^{2}}}}

De nulpunten van {\displaystyle f'} liggen bij {\displaystyle x=3} en {\displaystyle x=7}, terwijl de functie bij {\displaystyle x=5} niet is gedefinieerd. Het teken van de hoogste graad van {\displaystyle x} is wederom positief. Zowel bij 7 als bij 3 zal er gewisseld worden van teken. Bij {\displaystyle x=5} hebben we nu echter een dubbele waarde en behouden we dus het teken. Het tekenoverzicht van {\displaystyle f'} wordt dan
```
  +  0  −  |  −  0  +
─────┼─────┼─────┼────── 
     3     5     7  → x
```

Aangezien dit een tekenoverzicht is van de eerste afgeleide, kunnen we concluderen dat de functie {\displaystyle f(x)}
- stijgend is in {\displaystyle ]-\infty ,3[\cup ]7,+\infty [}
- dalend is in {\displaystyle ]3,5[\cup ]5,7[}

Hieruit valt af te leiden dat {\displaystyle f} zelf een maximum heeft bij {\displaystyle x=3} en een minimum bij {\displaystyle x=7}.